# Wania Monteiro
Wania Monteiro (Santa Catarina, 9 de agosto de 1986), también recogida como Vânia Monteiro, es una exgimnasta rítmica caboverdiana.

## Trayectoria
Nacida en Santa Catarina, en la Isla de Santiago, vivió un tiempo en su capital, Praia. 
Entrenada por Elena Atmacheva, sus inicios en el deporte fue con muy pocos recursos. Según el Time realizaba sus entrenamientos "en un gimnasio en ruinas con techos demasiado bajos para lanzar un aro o una pelota adecuadamente", debido a las deficientes instalaciones en Cabo Verde.
Monteiro representó a su país en los Juegos Olímpicos de Verano de 2004 en Atenas, siendo la primera gimnasta caboverdiana en competir en unos Juegos Olímpicos. Terminó en la posición 24.ª con 71.900 puntos.
Tenía 18 años y, tras terminar en la posición 106.º en el Campeonato del Mundo de Gimnasia Rítmica de Budapest, recibió una invitación para participar en sus primeros Juegos Olímpicos.
Además, fue la abanderada de la expedición africana durante la ceremonia de apertura de los Juegos. Monteiro volvió a competir en los Juegos Olímpicos de Verano de 2008 de Beijing,  y fue, nuevamente, abanderada de su país durante la ceremonia inaugural de los Juegos. Terminó 24.ª con 49.050 puntos.
En 2006, su mejor temporada, ganó cuatro medallas en el Campeonato Africano de Gimnasia, tres de bronce y una de oro, estando presente en todos los podios durante esta competición. 

## Títulos
- 1 x  Medalla de Oro en el Campeonato de África en  Mazas (Ciudad del Cabo, 2006)
- 3 x  Medalla de Bronce en el Campeonato de África en  Cuerda,  Cinta y  Pelota (Ciudad del Cabo, 2006)